# (1651) Behrens
(1651) Behrens – planetoida z grupy pasa głównego asteroid okrążająca Słońce w ciągu 3 lat i 80 dni w średniej odległości 2,18 au. Została odkryta 23 kwietnia 1936 roku w Observatoire de Nice przez Margueritte Laugier. Nazwa planetoidy pochodzi od Johanna Gerharda Behrensa (1889–1978), pastora w Detern, zajmującego się amatorsko obliczaniem orbit planetoid i komet. Przed nadaniem nazwy planetoida nosiła oznaczenie tymczasowe (1651) 1936 HD.